# Человек и закон
«Челове́к и зако́н» — советская и российская общественно-политическая телепрограмма на «Первом канале» (ранее на ЦТ СССР, 1-м канале Останкино и ОРТ). Транслируется с 10 марта 1970 года. Нынешний ведущий — Алексей Пиманов.

## О программе
Программа «Человек и закон» выходит в эфир с 10 марта 1970 года. В советское время, как правило, программа выходила не только в формате тележурнала, но и в радиоверсии на 1-й программе Всесоюзного радио, иногда (в годы перестройки) — в формате правового видеоканала. Основная тематика программы — важнейшие события в политической, экономической и социальной жизни страны. При этом акцент выпусков направлен на освещение деятельности правоохранительных органов, журналистские расследования и разоблачения. Над программой работает ряд постоянных авторов и корреспондентов. Благодаря наличию обратной связи программа была необычайно популярна среди советских телезрителей.
Первыми ведущими «Человека и закона» были Анатолий Безуглов и Юрий Краузе. Впоследствии Краузе так рассказывал о своей работе в этой программе:
Я неожиданно понял, что «Человек и закон» даёт исключительную возможность говорить правду с экрана. В то время на телевидении (конечно, не только там) всячески поощрялась лакировка действительности. Люди говорили по бумажкам, чтобы не ляпнуть лишнего. Но о какой бумажке может идти речь, если подсудимый борется за свою жизнь или добивается сокращения грозящего ему срока? Никакой следственный изолятор, никакая колония просто не поддаются лакировке. Что вообще может быть правдивее съёмки захвата преступника? А притоны и вытрезвители? Это была такая жгучая правда, что иногда на приёме передач у начальников вырывалось: «Вы что, не могли переодеть этого алкоголика?» Придирались практически к каждой передаче: «Здесь убрать, там подрезать, а это ни в коем случае не показывать». И всё-таки что-то же пробивалось в эфир. Перед тем как, наконец, поставить подпись на так называемой папке, главный редактор с тоской обращается к своим заместителям: «Ну, что, будем подписывать? Ох, чувствую, попадёт нам...» И время от времени действительно попадало...
В качестве руководителя программы «Человек и закон» Юрий Краузе дважды удостаивался премии МВД СССР — в 1985 году и в 1990 году. Он возглавлял эту программу в течение 20 лет.
С начала 1995 года, во время образования ОРТ и последующей ликвидации РГТРК «Останкино», творческая группа «Человека и закона» стала производить передачу по договорам, поскольку основную часть продукции для телеканала готовили телекомпании ВИD, АТВ и REN-TV. Программа находилась на грани закрытия, сотрудникам в течение полугода не выдавали зарплату. В рамках эфирного времени передачи по инициативе Юрия Краузе начали показывать документальные фильмы о современной преступности в России, для которых впоследствии на канале была выделена рубрика «Документальный детектив». Тогда ведущий программы «За кремлёвской стеной» и бывший директор студии «Резонанс» РГТРК «Останкино» Алексей Пиманов принял решение стать продюсером программы, и его кандидатура была принята творческой группой «Человека и закона» почти единогласно. Пиманов вспоминал о том периоде работы: «Программа стареет вместе со зрителем. В 1994—1995 годах это ощущалось особенно, и мы очень жёстко начали новую политику». Было и предложение переименовать передачу, но эта идея не нашла поддержки.
В 1997 году программа «Человек и закон» была перезапущена, её производством стала заниматься основанная Алексеем Пимановым телекомпания РТС (ныне — «Останкино»). До конца 2000 года вместе с самим Пимановым программу вёл Константин Абаев. Расширилась и тематика сюжетов передачи: корреспонденты, помимо описания бытовых преступлений, стали заниматься ещё и тематикой криминала в политике, экономике и культуре. Это было вызвано желанием Пиманова обновить программу и сделать из неё нечто среднее между её старой версией и популярной программой «Совершенно секретно» (РТР), поскольку «Человек и закон» давно нуждался в обновлении тематики. Согласно почте, приходившей в редакцию в Останкино, в последние годы существования её старой версии передачу активно смотрели только домохозяйки и граждане пенсионного возраста, а молодые зрители и интеллигенция в часы её показа по ОРТ неизбежно переключались на другие каналы, что негативно сказывалось на рейтингах первой кнопки.
С 1999 по 2003 год передача транслировалась с сурдопереводом в утреннем повторе. Далее повторы программы в утреннем или дневном эфире телеканала транслировались до середины 2006 года, чаще всего — на следующий день после премьеры.
С 2001 по 2012 год (с небольшими перерывами на лето 2002 и 2003 годов и телесезон 2005/2006 годов — когда она шла в прайм-тайм — летом 2002 и 2003 годов — в 18:20 во время летних отпусков программы «Документальный детектив», в телесезоне 2005/2006 годов в 19:50 в одной линейке с ток-шоу «Жди меня» и «Пусть говорят» и телеигрой «Поле чудес», как со времён ЦТ СССР до осени 2001 года) передача постоянно выходила в эфир по четвергам поздно вечером в 22:45, затем в 22:30, в одной линейке с другими документальными и публицистическими передачами и форматами канала. С 2005 года программа уходит в летний отпуск (за исключением 2011, 2013 и 2022 годов). 7 июля 2010 года был показан последний выпуск передачи с демонстрацией заключительных титров с указанием корреспондентов и съёмочной группы.
С 25 января 2013 года передача выходит по пятницам (перед праздниками — в четверг или в субботу) в 18:50 (позже — в 18:45/18:40), сразу после вечернего выпуска новостей и перед началом телеигры «Поле чудес». В конце февраля и в течение марта 2022 года программы не было в эфире ввиду перевёрстывания сетки вещания «Первого канала» под освещение вторжения России в Украину. 2 апреля 2022 года программа вернулась в сетку вещания — первые два выпуска выходили по субботам в 17:00, с 15 апреля того же года программа снова выходит в прежнем таймслоте.

## Известные выпуски
Общественный резонанс или критику в своё время вызывали выпуски программы о гибели «Курска», а также об убийстве Дмитрия Холодова, террористических актах на Дубровке и Беслане.
3 декабря 2009 года вышел сюжет о нарушении сборной России по футболу спортивного режима. В сюжете были показаны разговоры кальянщика ресторана, где отдыхали футболисты, и сотрудника гостиницы Marriott, записанные на скрытую камеру, где они рассказывали о том, как игроки сборной перед важнейшими играми курили кальян и пили спиртные напитки. Также были показаны отрывки из записей трансляций стыковых матчей к чемпионату мира по футболу 2010 между сборными России и Словении.
После выхода программы Государственная дума решила проверить информацию, футболисты Алексей и Василий Березуцкие решили подать в суд на программу, а РФС потребовал у «Первого канала» разъяснения, на что был дан ответ, что вся информация проверена. Ведущий Алексей Пиманов заявил: «Если кто-то доведёт дело до суда, заявителю будет только хуже. В программе мы показали не все материалы, которыми обладаем, но в суде готовы будем предоставить их».
После сюжета был уволен сотрудник отеля Marriott, а спортивный комментатор Василий Уткин вызвал Алексея Пиманова на словесную дуэль в эфире радиостанции «Эхо Москвы», от которой ведущий программы «Человек и закон» отказался. 10 декабря 2009 года появился второй сюжет, в котором Алексей Пиманов высказал удивление тем, какой резонанс вызвал данный сюжет, но от своих слов не отказался. Не решён вопрос и об игроках, фамилии которых были обнародованы. Сами игроки отвергают любые обвинения, однако доказательно это не подтверждают.
После этого футболисты братья Березуцкие подали в суд на программу, но Останкинский суд Москвы отказал им в удовлетворении иска.
Негативную реакцию в Литве вызвал сюжет выпуска программы от 4 октября 2013 года о Вильнюсских событиях 1991 года. В нём отрицалась атака советской армии и спецподразделений, в результате которых погибло 14 и пострадало более 1000 мирных жителей Литвы. Председатель правления BMA Lietuva (холдинга, ретранслирующего ПБК в Литве) Йоланта Буткявичене, принесла извинения жителям Литвы за «оскорбительную для гражданских чувств каждого литовца программу о горьких для всей страны событиях 13 января 1991 года». Вещание Первого Балтийского канала в Литве было возобновлено с 15 января 2014 года, но передача «Человек и закон» в Литве и других странах Балтии больше не ретранслировалась.

## Ведущие
В разное время передачу вели:
- Анатолий Безуглов (1972—1978)[55]
- Юрий Краузе (1978—1997)[25][56][57]
- Михаил Бабаев (1979—1991)[58][59]
- Константин Абаев (1988—2000)[60][61]
- Александр Карпов (1992—1996)[62]
- Юрий Дзарданов (1993—1996)[63][64][65]
- Олег Вакуловский (1996—1997)[66]
- Алексей Пиманов (с 1996 года)

## Человек-онлайн
В феврале 2013 года в интернете был запущен новый проект — «Человек-онлайн», идейным вдохновителем которого стал Алексей Пиманов. Проект состоит из 4 вертикалей — «Закон», «Здоровье», «Отдых» и «Карьера». До ноября 2016 года на сайте публиковались выпуски этой программы, а также программ «Здоровье» и «Жить здорово!»

## Пародии
- В 2009 году программа «Человек и закон» также была спародирована в пародийном шоу «Большая разница»[67].
- Пародии на «Человек и закон» также были в передаче «КВН».